# Morone chrysops
Cá vược trắng hay còn gọi là cá vược bạc, hoặc cá vược cát (Danh pháp khoa học: Morone chrysops) là một loài cá nước ngọt trong họ Moronidae trong bộ cá vược. Chúng là loài cá biểu tượng của bang Oklahoma.

## Phạm vi
Cá vược trắng phân bố rộng rãi trên khắp các miền của Hoa Kỳ, đặc biệt là ở vùng Trung Tây. Chúng rất phong phú ở Pennsylvania và vùng quanh hồ Erie. Một số loài cá vược trắng có phạm vi phân bố bao gồm sông Arkansas, hồ Erie gần Cleveland, Ohio và hồ Poinsett ở Nam Dakota. Chúng có nhiều trong hệ thống hồ Winnebago của Wisconsin và chúng cũng có rất nhiều ở Oklahoma Cá vược trắng cũng đã được tìm thấy trong các dòng sông đổ vào sông Mississippi.
Chúng có ở nhiều môi trường sống ở phía Bắc, chúng được đưa vào các vùng nước khác nhau quanh Hoa Kỳ, đặc biệt ở các địa điểm phía nam. Loài cá này cũng đã được du nhập thành công vào Manitoba bắt đầu vào những năm 1960, nơi mà chúng là một loài cá câu thể thao quan trọng. Cá vược trắng sống trong các hồ chứa lớn và sông ngòi. Khi mùa giao phối vào xuân, chúng thường gặp ở các con sông, suối và suối cạn Cá vược trắng được tìm thấy trong mật độ cao ở đoạn thượng lưu sông. Phần dòng sông này trở thành nơi thoái hoá nhất, vì một số loại cá khác nhau sống trong phân khúc này.

## Đặc điểm

### Mô tả
Màu sắc chính của loài cá này là bạc trắng đến xanh nhạt. Lưng của nó hơi tối, với mặt trắng ở bụng, và với sọc đen hẹp chạy dọc theo hai đường bên của nó. Nó có vảy lớn, thô và hai vây lưng. Vây lưng phía trước nhiều hơn rất nhiều và dường như có gai. Mặc dù đây không phải là gai đúng nghĩa, loại vây này được gọi là tia spinous. Phía sau của hai vây lưng mềm hơn rất nhiều, và do đó được gọi là tia mềm. Bởi vì các đốt sống không mở rộng vào đuôi, cá vược trắng được gọi là đuôi homocercal. Cơ thể sâu và nén theo chiều dọc. Hầu hết chúng phát triển đạt kích thước khoảng từ 10–12 cm về chiều dài, mặc dù chúng có thể đạt 17 cm trở lên. Bởi vì phần lưng và bụng của góc đuôi hướng về phía một điểm tạo ra một góc nhìn rõ ràng. Kích cỡ lớn đã được ghi nhận khi câu được là từ 6 lb (13 kg) vào năm 1989 ở hồ Cam (Orange Lake) thuộc Orange, Virginia, vào năm 2010 tại sông Amite, Louisiana.

### Tập tính
Cá vược trắng là loài cá ăn thịt. Chúng có bốn loại động vật chính trong chế độ ăn của chúng là Calanoida , Cyclopoida, daphnia và leptodora. Chúng là những kẻ săn mồi bằng thị giác. Chúng sẽ đớp mồi như giun đất và cá tuế. Chỉ có cá lớn nhất sẽ ăn cá khác, và khi mùa hè tiến triển, có xu hướng ăn cá ít hơn. Loài cá này có khả năng tích mỡ (lipid) vào mùa hè có thể sống sót qua mùa đông lạnh giá hơn. Khi nhìn vào cá vược trắng ở miền Trung, đặc biệt ở Nam Dakota, sự chồng chéo trong chế độ ăn uống xảy ra giữa cá vược và cá Walleye. Khi những mùa diễn ra qua mùa hè và mùa thu, lượng ăn kiêng chồng chéo giảm do cả cá đều tăng trưởng kích cỡ.